# Georgios Roubanis
Georgios Roubanis (grekiska Γεωργιος Ρουμπανης), född 15 augusti 1929 i Tripoli, Peloponnesos, död 11 februari 2025 i Aten, var en grekisk friidrottare som tävlade i stavhopp.   
Roubanis deltog vid olympiska sommarspelen 1956 i Melbourne, där han slutade på tredje plats efter att ha hoppat 4,50 meter. 1961 avslutade Roubanis sin karriär.